# رؤية 2021
رؤية 2021 كان البيان السياسي لحزب رابطة عوامي بنغلاديش قبل فوزه في الانتخابات الوطنية لعام 2008. وهو يمثل رؤية سياسية لبنغلاديش لعام 2021 اليوبيل الذهبي للأمة. تم انتقاد السياسة باعتبارها سياسة ترمز إلى التفاؤل التكنولوجي في سياق بنغلاديش وقمع الدولة لوسائل الإعلام، وانخفاض انتشار الإنترنت، وعدم كفاية توليد الكهرباء. رؤية 2021 هي توضيح لما يجب أن تكون عليه هذه الأمة في عام 2021 العام الذي يصادف الذكرى الخمسين لاستقلال بنغلاديش.

## بنغلاديش الرقمية
تتضمن بنغلاديش الرقمية الاستخدام الواسع لأجهزة الكمبيوتر وتجسد الفلسفة الحديثة للاستخدام الفعال والمفيد للتكنولوجيا من حيث تنفيذ الوعود في التعليم والصحة والتوظيف والحد من الفقر. أكد الحزب على تغيير الموقف والتفكير الإيجابي والأفكار المبتكرة لنجاحات «بنغلاديش الرقمية».
تتضمن فلسفة «بنغلاديش الرقمية» ضمان ديمقراطية الناس وحقوق الإنسان والشفافية والمساءلة وإقامة العدل وضمان تقديم الخدمات الحكومية لمواطني بنغلاديش من خلال الاستخدام الأقصى للتكنولوجيا، والهدف النهائي هو التحسين الشامل لنمط الحياة اليومي لعامة الناس. وهذا يشمل جميع فئات الناس ولا يميز بين الناس من حيث التكنولوجيا.
أكدت الحكومة كذلك على العناصر الأربعة لـ «رؤية بنغلاديش الرقمية» وهي تنمية الموارد البشرية وإشراك الأفراد والخدمات المدنية واستخدام تكنولوجيا المعلومات في الأعمال التجارية.

## الأهداف
الهدف الرئيسي هو أن تصبح بنغلاديش دولة ذات دخل متوسط يتم فيها القضاء على الفقر. تشمل الأهداف الأخرى ما يلي:
- أن تصبح ديمقراطية تشاركية مع: عملية برلمانية وانتخابية شفافة وخاضعة للمساءلة، الترشيحات الإلزامية لعضوات البرلمان المنتخبات مباشرة، قضاء مستقل وفعال ولا مركزي وخالٍ من الفساد، حماية مضمونة لحقوق الإنسان وسيادة القانون.
- وجود نظام حكم فعال وخاضع للمساءلة وشفاف ولا مركزي (بما في ذلك الإطار السياسي ومشاركة الناس) مع: إدارة وعمليات حكومية شفافة وخاضعة للمساءلة، هيئة فعالة لمكافحة الفساد، نظام حكم محلي لامركزي ومفوض.
- أن تصبح دولة متوسطة الدخل خالية من الفقر مع: تعزيز النمو والتنويع في الزراعة والصناعة، تحسين الوصول إلى الأسواق العالمية وقاعدة التصدير، تطوير مراكز نمو المدن الصغيرة من خلال الصناعات والخدمات الريفية غير الزراعية، قوة عاملة ماهرة.
- وجود أمة من المواطنين الأصحاء مع: حصول الجميع على خدمات الصحة الأساسية، حصول الجميع على مياه الشرب المأمونة والصرف الصحي.
- تطوير موارد بشرية ماهرة ومبدعة مع: حصول الجميع على التعليم، تحسين التعليم الثانوي والعالي والتدريب المهني، التوازن بين الجنسين في جميع مستويات التعليم.
- أن نصبح مركزا اقتصاديًا وتجاريًا إقليميًا متكاملًا عالميًا مع: طاقة وبنية تحتية والتكامل الاقتصادي الإقليمي وتكنولوجيا المعلومات والاتصالات.
- أن تصبح مستدامًا بيئيًا مع: حماية الموارد الطبيعية وإدارتها، وتقليل التلوث، والتخطيط الحضري وإدارة النفايات المحسنة، وإدارة فعالة للكوارث الطبيعية.
- أن نصبح مجتمعًا أكثر شمولاً وإنصافًا من خلال: المساواة بين الجنسين، شبكات الأمان للفئات الضعيفة، إدراج الأقليات والمحرومين اقتصاديًا والمعوقين، تعزيز التنوع الثقافي والديني والعرقي.